# Opisthocomiformes

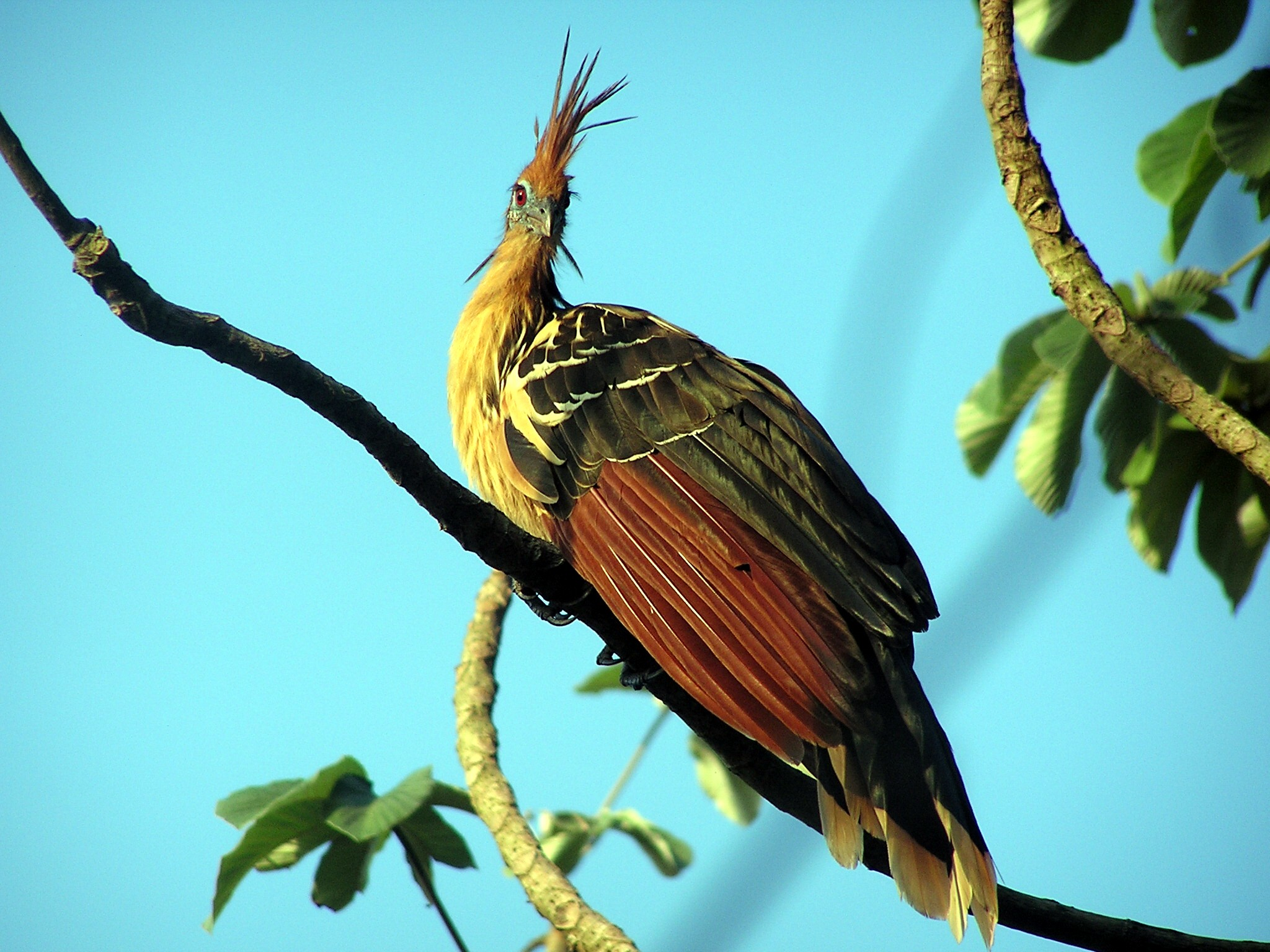
Opisthocomus hoazin

Opisthocomiformes este un ordin taxonomic de păsări care trăiesc în America de Sud. Arborele filogenetic al ordinului nu este încă suficient clarificat, în prezent ordinul cuprinde o singură specie (Opisthocomus hoazin), păsările au un aparat digestiv care amintește de sistemul digestiv al rumegătoarelor.

## Caracteristici

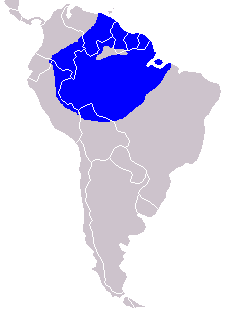
Arealul de răspândire al păsării

Păsările din această specie seamănă ca aspect morfologic de familia de păsări Cracidae (Galliformes), din care cauză sunt numite guacharaca de Agua. Opisthocomus hoazin, sunt păsări de talie mare, care au lungimea de 62 – 70 cm și ating greutatea 700 - 900 g. Păsările au un cap mic, gâtul și coada lungă. Partea dorsală a penajului este de culoarea bronzului cu dungi cenușii-crem, dungi care ajung până la gât. Gușa și pieptul sunt de culoare beige. Aripile, coada sunt de culoare brună, stropit cu alb pe margini. Ochii sunt roșii, înconjurate de o piele de culoare albastră. Ciocul este scurt, puternic asemănător ciocului de Galinaceae. Picioarele sunt scurte de culoare neagră, ele nefiind bune alergătoare. Mușchii pectorali sunt puțin dezvoltați, din care cauză păsările pot zbura planat, numai pe distanțe mici, ce ating maximum 350 m. Caracteristic este creasta mare mai ales la masculi care atinge lungimea de 4 – 8 cm. Păsările prezintă un dimorfism sexual redus. Sistemul digestiv prezintă o încăpere care are 25 % din greutatea păsării și s-ar putea compara în parte cu prestomacele de la rumegătoare. Acest sistem de digestie a cauzat probabil denumirea de păsări puturoase (Stinking Pheasant) după mirosul neplăcut al fecalelor fermentate. Strigătul păsărilor se aseamănă cu grohăitul, însoțit de un sunet gutural ca al porumbelului.

## Arealul de răspândire
Păsările trăiesc în regiuni cu pădure ecuatoriale din nordul Americii de Sud. Ele populează bazinul fluviilor Amazon și Orinoco ca și ale apelor curgătoare din Guayana care se varsă în Atlantic. Au mai fost întâlnile în estul Columbiei, în cele trei state Guayana, Venezuela, nordul și centrul Braziliei, nord-estul Boliviei ca și în estul Perului și Ecuadorului. Habitatul păsărilor sunt reginile joase  de pădure (altitutine max. 500 m), situate de-a lungul apelor curgătoare, mai rar în regiunile de coastă.

## Mod de viață
Păsările sunt active dimineața devreme și seara, restul zilei sunt ascunse. Ele trăiesc cu excepția clocitului în grupuri ce pot atinge 100 de păsări. Hrana lor este exclusiv constituite din vegetale: 82 % frunze verzi, 10 % flori și 8 % fructe, consumând și plante toxice. Digestia începe în dilatația esofagiană, care nu poate fi întâlnită numai ca prestomace la rumegătoare, flora bacteriană pe o perioadă de 24 - 48 ore, asigură o digestie eficientă a hranei.

## Reproducere
Perioada de împerechere are loc în perioada ploioasă, când păsările formează grupe mai mici de 2 - 4 păsări, care se ajută reciproc la creșterea puilor. Cuibul conține 2-4 ouă albe pătate cu roșu, de dimensiuni 4,7 × 3,3 cm, cuibul fiind construit pe crengi la câțiva metri deasupra apei, astfel puii pot sări direct în apă.
Clocitul durează 30 de zile, puii eclozionați sunt orbi și aproape golași, fiind acoperiți la ca. 10 zile cu puf.Femelele ca pui pot rămân cu părinții până la vârsta d 3 ani, pe când masculii rămân un timp mai îndelungat.